# Verbalni delikt
Verbalni delikt kolokvijalni je naziv za kazneno djelo predviđeno u čl. 133. Krivičnog zakona Socijalističke Federativne Republike Jugoslavije. Na temelju te zakonske odredbe izricane su vrlo drastične kazne protiv osoba koje su rječju dovodile u pitanje ispravnost odluka i vlasti komunističke partije.[nedostaje izvor]
Zbog verbalno delikta kažnjavani su pripadnici svih slojeva, i zbog govora u najraznovrsnijim socijalnim kontekstima, od pisanja književnih i znanstvenih djela do govora alkoholiziranih osoba u ugostiteljskim objektima. Nerijetko se kažnjavalo pričanje viceva.
Među poznatijim slučajevima u SFR Jugoslaviji jesu oni Marka Veselice, Vlade Gotovca i Franca Perka. 

## Odredba
U cijelosti je odredba glasila:[nedostaje izvor]
(1) Tko natpisom, letkom, crtežom, govorom ili na drugi način poziva ili potiče na obaranje vlasti radničke klase i radnih ljudi, na protuustavnu promjenu socijalističkog samoupravnog društvenog uređenja, na razbijanje bratstva i jedinstva i ravnopravnosti naroda i narodnosti, na svrgavanje organa društvenog samoupravljanja i vlasti ili njihovih izvršnih organa, na otpor prema odlukama nadležnih organa vlasti i samoupravljanja koje su od značaja za zaštitu i razvoj socijalističkih samoupravnih odnosa, sigurnost i obranu zemlje, ili zlonamjerno i neistinito prikazuje društveno-političke prilike u zemlji,
kaznit će se zatvorom od jedne do deset godina.
(2) Tko djelo iz stava 1. ovog člana učini uz pomoć ili pod utjecajem iz inozemstva, kaznit će se zatvorom najmanje od tri godine.

## U drugim državama
Slične odredbe postojale su i u zakonima drugih komunističkih država. Tako se osobe koje izražavaju neslaganje s vlašću Komunističke partije Kube mogu prema odredbi čl. 204. kubanskog Kaznenog zakona kazniti za djelo »difamacion de las instituciones« kaznom od tri mjeseca do godine dana zatvora. Godine 2017. u toj je zemlji u zatvorima bilo oko 100 političkih zatvorenika.

## Vanjske poveznice
- The Concept of the Political Criminal (1972. god.), Stephen Schafer, Journal of Criminal Law and Criminology Vol 62 br. 3